# Bunschoten
Bunschoten és un municipi de la província d'Utrecht, al centre dels Països Baixos. L'1 de gener de 2009 tenia 19.889 habitants repartits per una superfície de 34,88 km² (dels quals 4,37 km² corresponen a aigua). Limita al nord amb Zeewolde (Flevoland), a l'oest amb Eemnes i al sud amb Baarn, Amersfoort i Nijkerk (Gelderland).

## Centres de població
- Bunschoten
- Spakenburg
- Eemdijk
- Zevenhuizen.

## Ajuntament
| Composició del consistori                | Composició del consistori | Composició del consistori | Composició del consistori | Composició del consistori | Composició del consistori | Composició del consistori | Composició del consistori | Composició del consistori |
| Partit                                   | Vots en percentatge       | Vots en percentatge       | Vots en percentatge       | Vots en percentatge       | Regidors                  | Regidors                  | Regidors                  | Regidors                  |
|                                          | 1994                      | 1998                      | 2002                      | 2006                      | 1994                      | 1998                      | 2002                      | 2006                      |
| ---------------------------------------- | ------------------------- | ------------------------- | ------------------------- | ------------------------- | ------------------------- | ------------------------- | ------------------------- | ------------------------- |
| ChristenUnie                             | (29,7)                    | (40,2)                    | 39,1                      | 39,9                      | (5)                       | (7)                       | 6                         | 7                         |
| Betaalbaar Bunschoten                    | -                         | -                         | 10,1                      | 21,5                      | -                         | -                         | 2                         | 4                         |
| CDA                                      | 17,1                      | 22,3                      | 22,2                      | 20,8                      | 3                         | 4                         | 4                         | 3                         |
| Christelijke Arbeiders Partij (CAP)      | 23,4                      | 20,9                      | 17,8                      | 17,8                      | 4                         | 4                         | 3                         | 3                         |
| VVD                                      | 9,0                       | 7,4                       | 5,7                       | -                         | 2                         | 1                         | 1                         | -                         |
| Progressief Politieke Samenwerking (PPS) | 7,2                       | 6,3                       | 5,2                       | -                         | 1                         | 1                         | 1                         | -                         |
| GPV                                      | 29,7                      | 29,6                      | -                         | -                         | 5                         | 5                         | -                         | -                         |
| RPF                                      | -                         | 10,6                      | -                         | -                         | -                         | 2                         | -                         | -                         |
| SGP                                      | -                         | 2,9                       | -                         | -                         | -                         | 0                         | -                         | -                         |
| Overige partijen (RPF-SGP)               | 13,6                      | -                         | -                         | -                         | 2                         | -                         | -                         | -                         |
| Total                                    | 79,4                      | 66,9                      | 64,9                      | 69,5                      | 17                        | 17                        | 17                        | 17                        |

- 2002: GPV & RPF → ChristenUnie